# Lucienne Renaudin Vary
Pour les articles homonymes, voir Renaudin et Vary.
Lucienne Renaudin Vary est une trompettiste française née à Saint-Sébastien-sur-Loire (Loire-Atlantique) le 28 janvier 1999, qui a remporté en 2016 une Victoire de la musique classique, en catégorie « Révélation soliste instrumental ».

## Biographie
Lucienne Renaudin Vary commence la trompette à l'École Nationale de Musique du Mans en 2007 dans la classe de Philippe Lafitte. Parallèlement, elle commence en 2009 le jazz dans la classe de Santiago Quintans, dans le même établissement. Sa formation se poursuivra au CNSM de Paris, où elle entre en 2014 dans la classe de trompette de Clément Garrec, et, à partir de 2017, dans la classe de « jazz et musiques improvisées ».
En 2010, elle gagne en avril le Concours Selmer - Le Parnasse, en juin le concours Petites Mains symphoniques, et en novembre elle termine 3e du concours européen des jeunes trompettistes, dans la catégorie 14-17 ans, alors qu'elle n'en a que 11.
En 2012, elle remporte une nouvelle série de compétitions : concours Clés d'or de l'AFEM (Villemomble), concours international de l'IMEP (Namur), et à  nouveau le concours Petites Mains symphoniques, cette fois en classique et en jazz. En novembre 2012, elle remporte le 1er prix du concours jeunes artistes - prix Maurice André. Une semaine plus tard elle remporte le concours européen des jeunes trompettistes d'Alençon.
Cette même année 2012, Lucienne Renaudin Vary commence à donner des concerts en soliste dans des festivals, notamment durant l'été dans le cadre des Eurochestries, et au Festival d'Annecy.
L'année suivante, elle est invitée par France Télévisions aux Victoires de la musique classique pour l'hommage à Maurice André, et se produit avec orchestre lors des Flâneries musicales de Reims, où elle joue le concerto de Hummel avec l'Orchestre Mozart de Toulouse dirigé par Claude Roubichou. Durant l'été, elle monte sur la scène du festival Un violon sur le sable de Royan pour jouer avec l'orchestre du festival les variations de Jean-Baptiste Arban sur la chanson Le Carnaval de Venise.
Si en 2014, elle continue de se produire dans plusieurs festivals, comme le Festival Musique & Culture de Colmar, Génération Virtuoses à Antibes, ou encore Les Musicales du Causse de Gramat, elle est à nouveau invitée à Royan pour Un violon sur le sable, en récital avec le quintette de cuivres du festival et en duo avec la trompettiste britannique Alison Balsom.
L'été 2014 est aussi l'occasion pour Lucienne Renaudin Vary de donner son premier concert notable de jazz au Mans lors de La Nuit des chimères,.
En décembre 2014, elle reçoit le trophée du Jeune Talent de la Sarthe 2014.
L'année 2015 voit alors son activité de concertiste se partager entre le classique en tant que soliste avec orchestre et le jazz en petite formation. C'est ainsi qu'on peut la voir au Festival de Polignac ou au festival de la Vézère, ou à l'étranger comme à Moscou avec Vladimir Spivakov ou encore en Finlande avec le Sinfonia Finlandia Jyväskylä.
Ses partenaires habituels de jazz (avec Philippe Duchemin, piano, Patricia Lebeugle, contrebasse et J.P. Derouard, batterie) sont à ses côtés lors du Festival Jazz à l'Amirauté de Pléneuf-Val-André durant l'été, et en novembre au Grand Théâtre d'Angers. Un autre pianiste (Olivier Leveau) joue avec elle lors du Festival de musique de Rheingau (de) au printemps de cette même année 2015.
2015 est aussi l'année où les médias s'intéressent à elle de plus près : invitée par France Musique à l'émission Carrefour de Lodéon le 17 novembre, elle est aussi l'une des Stars de demain présentées par Rolando Villazón dans son émission diffusée sur Arte le 28 février 2016.
Les 6 et 7 février 2016, elle participe à la Folle Journée de Nantes avec l'orchestre de l'Oural dirigé par Dmitri Liss.
Elle remporte en février 2016, une Victoire de la musique classique, en catégorie Révélation soliste instrumental de l'année. Le 25 avril de cette même année, Lucienne Renaudin Vary est nommée ambassadrice de la ville du Mans.
En 2017, elle est la plus jeune soliste invitée au Festival de Musique de Carthagène (Colombie), et fait ainsi ses débuts sur le continent américain.
En 2018, elle fait l'ouverture du Festival Jazz in Marciac en première partie de Wynton Marsalis accompagnée de Alain Jean-Marie, Hugo Lippi et Thomas Bramerie. 
Le 2 juin 2019, accompagnée par le pianiste Dominique Fillon, elle est invitée sur le plateau du Journal de 20 heures de France 2 aux côtés de Gérard Darmon.
En juillet 2019, elle fait une tournée au Japon avec le chef Patrick Hahn (en) et le pianiste Nobuyuki Tsujii. 
En août 2019, elle fait ses débuts au The Proms. 
A l'automne 2019, elle fait une tournée avec le London Chamber Orchestra (en) en Asie du Sud-Est.
En 2020, elle est la première femme à recevoir le prix Arthur Waser qui lui est décerné lors d'un concert à Lucerne.
Le 14 juillet 2020, elle participe au concert de Paris au pied de la tour Eiffel.

## Discographie
Au printemps 2013, Guy Touvron invite Lucienne Renaudin Vary à enregistrer avec lui et Carine Clément (orgue) l'album Générations, paru chez Ligia Digital, dans lequel elle joue un concerto d'Alessandro Marcello, et des œuvres de Haendel et Mercadante arrangées pour 2 trompettes et orgue.
En 2016, elle signe un contrat avec Warner Classics pour un album de soliste ; "The Voice of the trumpet" est enregistré en été 2016 avec l'Orchestre national de Lille, et sort en octobre 2017.
En 2019, elle sort un deuxième disque Mademoiselle in New York, enregistré au Studio Angel à Londres avec l'Orchestre de concert de la BBC (en) et l'arrangeur américain Bill Elliott (en). 
En 2021, elle sort un troisième disque Piazzolla Stories, enregistré avec l’Orchestre Philharmonique de Monte-Carlo sous la direction de Sascha Goetzel, avec la participation de l'accordéoniste Richard Galliano et le guitariste Thibaut Garcia. Ce nouvel opus rend hommage au compositeur Astor Piazzolla.
En 2022, elle sort l'album Trumpet Concertos avec Warner Classics. Elle y joue trois concertos pour trompette, avec l'Orchestre symphonique de Lucerne.
En 2024, elle sort l'album Jardins d'hiver avec Warner Classics.